# Itabaianinha
Itabaianinha là một đô thị thuộc bang Sergipe, Brasil. Đô thị này có diện tích 480,4 km², dân số năm 2007 là 37431 người, mật độ 77,92 người/km².